# Каргат
Каргат (рус. Каргат) град је у Русији у Новосибирској области. Према попису становништва из 2010. у граду је живело 10042 становника.

## Становништво
| 1939.  | 1959.  | 1970.  | 1979.  | 1989.  | 2002.  | 2010.  |
| ------ | ------ | ------ | ------ | ------ | ------ | ------ |
| 11.138 | 12.760 | 12.896 | 12.585 | 12.561 | 11.184 | 10.042 |